# Daichi Shibata
Daichi Shibata (født 13. august 1990) er en tidligere japansk fodboldspiller.
Han har spillet for flere forskellige klubber i sin karriere, herunder Kataller Toyama.